# Paweł Salwator Piast-Riedelski
Paweł Salwator Piast-Riedelski, także Paweł Zbawca Piast-Riedelski, O.P. (Paul Salvator Riedelski-Piast, ur. 1884 w Jenie, zm. 11 marca 1944 w Liverpoolu) – samozwańczy „książę Polaków i Odorzan”. W latach 30. XX wieku działał w Stanach Zjednoczonych i Wielkiej Brytanii. Wedle Normana Daviesa był naturalizowanym w Liverpoolu Niemcem, niezrównoważonym na umyśle.

## Działalność
Uważał się za potomka w prostej linii króla Polski Bolesława II Szczodrego z dynastii Piastów i na tym opierał swoje pretensje do polskiego tronu. Sam siebie ogłosił premierem rządu. W roku 1915 zgłosił chęć udziału w pierwszym przyszłym rządzie niepodległej Polski. Po I wojnie światowej opowiedział się za Polską federacyjną na wzór szwajcarski.
W latach 1930–1933 przebywał w Stanach Zjednoczonych, tam też rozpoczął rozpowszechnianie swoich samozwańczych idei; co najmniej od lipca 1936 mieszkał w Liverpoolu.
Na pewnym etapie swojej działalności udało mu się uzyskać fundusze z Ministerstwa Spraw Zagranicznych.
Ustanowił Zwierzchni i Królewski Order Piastowski. Jego kanclerzem był ksiądz J.P. Chodkiewicz. Po śmierci Piasta-Riedelskiego order został przejęty przez grupę zrzeszoną w Polish Nobility Association działającą w Stanach Zjednoczonych wokół samozwańczych książąt Chylińskich-Połubińskich, która dokonała zmiany nazwy orderu na Królewski Order Piastowski (ROP).
Postać Piasta-Riedelskiego jest wspomniana w książce Wielościan autorstwa Jerzego Sosnowskiego. Ponadto jest wzmiankowany przez Szymona Konarskiego w jego dziele O heraldyce i „heraldycznym” snobizmie (Paryż, 1967).

## Publikacje
Był autorem kilku publikacji i pozycji książkowych:
- Prince Zbacoca-Riedelski,... Aut gaudium aut condemnationem acta nostra producunt (Reliure inconnue) (1908)
- Poland. Prince Riedelski's status and reasons for his candidature to the government of Poland. Confidential report 1 (1915)
- Polish Aspirations (1918)
- Historical Sketch of the Dynastical Race of Piast and the Re-organised Royal and Sovereign Order of Piast (1938)
- A straight talk on Poland, the Piasts, Germany (1940)
- L'Ordre royal et souverain de Piast réformé: esquisse historique de la race dynastique des Piasts (1940)